# Пронија
Пронија (гр. πρόνοια, досл. посед дат на бригу, чување) је била врста феудалног земљопоседа у средњовековној Византији. Проније је додељивао цар своме племству. Уживатељ поседа је био пронијар, а сељаци зависни од њега називали су се парици.
Проније су постојале и у околним земљама, под византијским културним утицајем. Установу проније срећемо и у средњовековној Србији.

## Историја
Пронија води порекло из Византије и настала је у доба владавине династије Комнина  (1081—1185). Наиме, након великих војничких пораза крајем 9. века, у 10. веку дошло је до опадања војне снаге, а затим је доживело нову епоху војне славе и спољњег сјаја, управо захваљујући пронијама. При успостављању византијске војне снаге велику улогу одиграла је пронија, установа за коју није знала претходна епоха. Везана дужношћу вршења војне службе, пронија је добила нови и велики значај, али је тиме порасла и снага феудалне дезинтеграције, коју је носила у себи установа проније.
За пронију је током целог постојања карактеристична везаност обавезом војне службе. Исто тако, она је све време представљала условљено привремено држање са правом уживања, али без права располагања.
Нови моменат у установу проније унео је оснивач династије Палеолога, византијски владар Михаило VIII Палеолог (1261-82), после пада Латинског царства и обнављања византијске власти. Он је дао могућност наслеђивања проније, желећи да себи осигура подршку утицајних елемената царства. У време грађанског рата између Јована V Палеолога (1341-91) и Јована VI Кантакузина (1347-54), пронија је све чешће постајала наследно добро. Претварањем проније у наследне поседе оба цара су привлачила себи присталице. Ипак, наследници пронијара и даље остају у обавези војне службе. Претварање пронија у наследна породична власништва било је у 14. веку врло честа и потпуно уобичајена појава. Само тиме се може објаснити да су право на поседе умрлог пронијара почели да истичу не само његови синови него понекад и удовице. С тим у вези јавља се и нови термин "побаштињавање". Ипак, за свако "побаштињавање" проније била је потребна посебна даровница која се добијала на основу претходне молбе заинтересованих. Никако се не може прихватити мишљење о потпуном изједначавању проније и баштине. Пронијар и после преласка проније у породично власништво није стекао право да свој посед продаје, даје у мираз, прилаже цркви или манастиру, ни да га остави ма коме сем својим наследницима способним да га замене у својству пронијара.
Пронијари су међутим исцрпљивали становништво, одузимајући му слободу и поново га везивали за земљу и стварајући свој паралелни управни апарат, осамостаљен од централне власти. Са пореским имунитетом пронијери су развијали и свој територијализовани судски имунитет, при чему су се поверена добра издвајала из државне надлежности, док се државним чиновницима забрањивао приступ на такве поседе. Централна власт није била у стању да спречи њихово осамостаљивање, већ је била принуђена да даје нове уступке, а једино ограничење је било ограничавање броја сељака везаних за пронију, што је допринело потпуном уништењу средњовековног византијског друштва.
Из Византије се систем проније проширио на друге земље југоисточне Европе. Првенствено је прешао у јужнословенске земље, јер је одговарао условима и потребама феудалног поретка у тим земљама.
Први податак у српским изворима о пронији налазимо у Србији, у повељи краља Милутина манастиру Светог Ђорђа у Скопљу из 1300. године. Приликом освајања територија у Македонији, које су припадале Византијском царству, Милутин је наследио пронијаре и тиме нове трупе које су му биле потчињене. Међутим, ово не значи да се пронија тада јавља у Србији. Српска држава се територијално ширила на рачун Византије још од Стефана Немање. У Србији се пронија такође могла претварати у наследни посед, међутим, тиме она није губила своју специфичност и није се изједначавала са баштином.
О пронији говоре директно два члана Душановог законика. Према члану 59. било је забрањено да се она купи, прода или дарује цркви, а у 68. члану се налази одредба по којој су меропси дужни да два дана у недељи раде у корист пронијара. Уз то је прописивао да му по један дан у години косе сено и раде у винограду, а ако га пронијар нема да му ураде друге послове за тај један дан.  Претпостављало се да су пронијари овде споменути као симбол за господара, али да се пропис односио на сву властелу.
Све до пропасти српске државе пронија задржава војни карактер и остаје посед са правом уживања, али без права отуђивања. Као и у почетку, владар има право да је одузме пронијару и да је да неком другом, кога обавезује на исти начин.
На развитак проније у Византији у другој половини XIV века снажно је утицао притисак Османлија и њихова освајања. Након Битке на Марици 1371. деспот Манојло Палеолог је одлучио да половину светогорских и солунских метохија претвори у пронију како би се држава одбранила од Турака.
Пронија је у Држави српских деспота задржала основне карактеристике које је имала и у ранијем периоду. Пронија и даље разликовала од баштине, без обзира на то што се давала у наслеђе чак и по женској линији. За владара је несумњиво било повољније да властелина награди пронијом него баштином, поготово у време када је државна територија била знатно смањена.
У Повељи коју је између 1392. и 1396. кнез Стефан Лазаревић, заједно са мајком Милицом и братом Вуком, издао Хиландару,  властелину Обради Драгосаљићу је због невере била одузета баштина, која је након тога неименованом властелину дата у пронију. Претпоставља се да је циљ ове мере Лазаревића био да ојачају војне потенцијале своје државе. Деспот Стефан Лазаревић је 1404/1405. издао повељу монахињи Јевпраксији, удовици деспота Угљеше, стоји да је Младен Псисин држао село Јабучје са засеоком као пронију.
Огромном пронијом располагао је велики логотет Стефан Ратковић. Према повељи из октобра 1458, коју је издао краљ Стефан Томаш може се закључити да је једно време располагао пронијом која се састојала од 21 или 26 села, због чега је спадао у ред највећих пронијара у Деспотовини.
Поред повеља српских владара, о пронијама говоре млетачки и дубровачки документи. У њима се помиње да су на тлу српске државе грађани комуне уживали проније.
Особеност овог периода у развоју ове институције представља чињеница да је пронија давана Дубровчанима који су боравили у српској држави. За све њих није извесно да су вршили војну службу, већ је вероватније да су имали цивилне дужности, које су обављали у корист владара. Малобројни извори говоре о значајном проширењу система проније на тлу Деспотовине, услед све већих војних потреба узрокованих опасношћу од Османлија.
У скадарској области под влашћу Млечана, међу управницима села су се разликовали пронијари, поглавари, те оне који су истовремено били пронијари и поглавари. Припадници ове задње категорије су држали посебно велике поседе.
Падом Византије и других балканских земаља под Османско царство установа проније се губи заувек. Турци, су пронију заменили својом специфичном установом сличном пронији. Наиме, у Османском царству, основни тип поседа је био тимар. Централна власт је ретко допуштала постојање наследних добара са већим својинским правима.